# NASA Pathfinder
Pour les articles homonymes, voir Pathfinder.

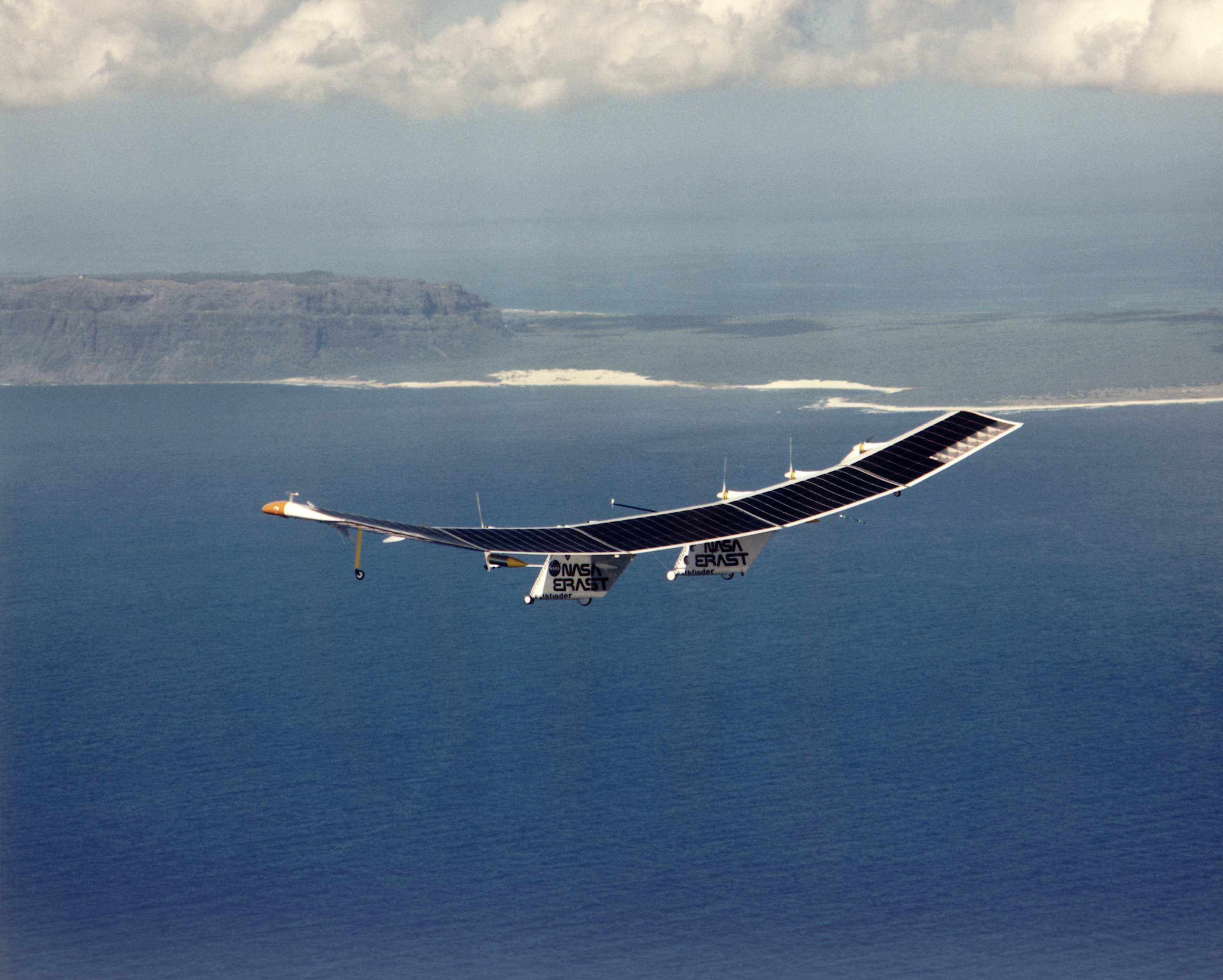
Le Pathfinder survolant Hawai.

NASA Pathfinder est un avion de la NASA dont la propulsion principale provient de ses larges panneaux solaires situés sur ses ailes. Il est la première étape du programme ERAST, visant à développer des technologies permettant à des avions de servir de satellites atmosphériques à des fins de recherche et de plates-formes de communication. NASA Pathfinder sera suivi par Pathfinder Plus, Centurion et Helios, ce dernier utilisant de surcroît des piles à combustible.

## Historique
En 1983, un prototype d'avion solaire nommé HALSOL ("High Altitude Solar") effectue neuf vols de test à Groom Lake au Nevada. La propulsion était assurée uniquement par des batteries, sans cellules photovoltaïques, et l'avion est piloté par radio. Le concept aérodynamique est validé, mais conclut au manque de maturité de la technologie solaire et son stockage sur batterie. Dix ans plus tard de nouveaux tests sont effectués en 1993 et 1994 avec des cellules photovoltaïques.
En 1994, le prototype est repris par la NASA, projetant la conception d'une flotte d'avions solaires pouvant rester en vol pendant des semaines ou des mois sur des missions scientifiques de prélèvements et d'imagerie, avec des envergures très larges par rapport à la longueur de l'avion, et capable d'atteindre 24 000 mètres.

## Exploitation
Le 11 septembre 1995, Pathfinder a établi un record d'altitude pour un avion à énergie solaire de en atteignant 15 000 mètres lors d'un vol de 12 heures. Un record, comme les suivants, revendiqué par la NASA qui reste non officiel, n'étant pas validés par la FAI. 
Le 7 juillet 1997, après quelques modifications, Pathfinder établi un nouveau record d’altitude des aéronefs à énergie solaire mais aussi les avions à hélices en atteignant 21 800 m.